# عرف

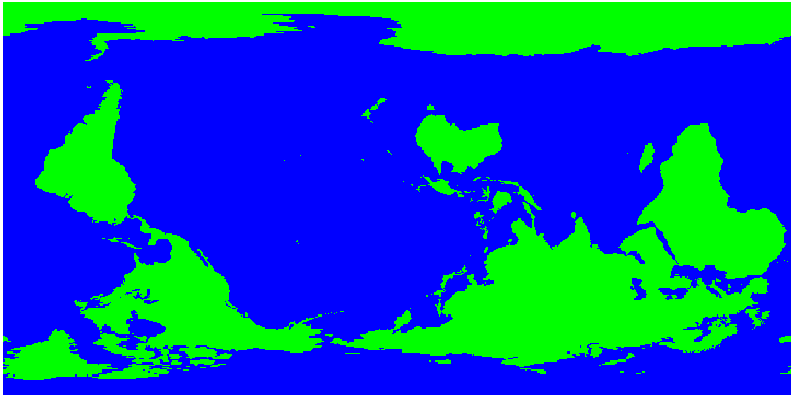
نقشهٔ موسوم به نقشهٔ وارونهٔ جهان در اکثریت جوامع به عنوان نقشه‌ای غیر مرسوم و خلاف عرف قلمداد می‌شود.

عُرْف، به مجموعه عادات، رفتارها و باورهایی گفته می‌شود که صرفنظر از درستی یا نادرستی آن‌ها از سوی افراد یک جامعه پذیرفته می‌شود. بشر بدوی برای هزاران سال در نبود قوانین مدون، روابط سیاسی و اجتماعی خود را با نگاهی عرفی تنظیم می‌نمود. نخستین پیشرفت اجتماعی و سنگ بنای تمدن امروزین را می‌بایست به کاربردن قوانین مدون به جای سلیقه‌های شخصی، اجتماعی و عرفی در روابط میان آدمیان دانست. عُرْف روش خاصی است که افراد در مسئلهٔ معینی پیروی می‌کنند، بدون آنکه در قانون ذکری از آن رفته باشد.
عرف قانون نانوشته است. برای نمونه شیوه درود گفتن یا دست دادن که در جوامع گوناگون تفاوت‌هایی دارد بر پایه عرف تعیین می‌شود.
به سخن دیگر، عرف عادت‌ها و رسومی است که عقلای جامعه آن را به‌طور کلی پذیرفته‌اند و آن را روا می‌دارند. یا به تعریف دیگر عرف به مجموعه‌ای از توافق‌ها یا معیارها و هنجارها گفته می‌شود که از سوی عموم پذیرفته شده‌باشد.
بر پایه یک تعریف، مواردی شامل عرف می‌شود که:
یکم: فرد خاصی برای ایجاد آن تلاش ننموده، بلکه جامعه آن را بدست آورده‌است.
دوم: جستجو برای شناسایی آن ضرورت ندارد، بل‌که خود آشکار و هویدا می‌باشد.
سوم: هر یک از مردم به آسانی آن را می‌شناسند و نیازی به توضیح ندارد.
آنچه که بر پایهٔ عرف پذیرفته شده‌باشد را عرفی یا قراردادی می‌نامند و آنچه برای مدتی و به‌طور موقت به صورت یک عرف درآید را باب یا مد روز نیز می‌نامند.

## تفاوت عرف باقانون
در یک سخن کلیدی می‌توان چنین گفت که عرف می‌تواند توسط قانون منسوخ یا پذیرفته گردد. عرف لازم‌الاجرا نیست اما قانون لازم‌الاجراست؛ بنابراین تردیدی نیست که قانون می‌تواند اهمیت و نقشی به مراتب بالاتر از عرف را دارا باشد. اگر عرف را مهم تر و بالاتر از قانون بدانیم، درحقیقت جامعه را منجنیق وار به دوران بدویت خویش پرتاب کرده‌ایم، زیرا دراین صورت نیازی به قوه مقننه‌ای زیر نام مجلس و دیگر شوراهای مشورتی نخواهد بود. با فرا دانستن عرف نسبت به قانون می‌توان جامعه را بدون نیاز به دستگاه قانون گزاری وبا شیوه‌های کهن عرفی اداره نمود والبته دستاورد دهشتناک آن را نیز گواه بود. نتایج پایین آوردن شأن و جایگاه قانون دربرابر عرف، جامعه را در دراز مدت دچار گسست و هرج ومرج خواهد نمود، و درجامعه‌ای که نسبت به این گونه سخنان واکنش شایسته و بایسته‌ای ابراز نشود، اندک اندک، عرف جای قانون را خواهد گرفت.

## وجهه قانونی
به‌طور کلی فرق عرف با قانون در این است که اولاً واضع عرف اجتماع می‌باشد و در واقع آن را واضع معین و مشخصی نیست. ثانیاً مانند قانون، مدون نمی‌باشد.
هرچند در قانون به‌طور آشکار و ویژه از عرف ذکری به‌میان نمی‌آید اما به نحوی مورد حمایت و ملاک عمل قرار داده شده و ضمانت اجرایی برای آن تعیین می‌شود. اساس بیشتر قوانین، عرف بوده و به‌ویژه بخش اعظم قوانین آنگلوساکسون را عرف تشکیل می‌دهد.
در فقه اسلام در تعیین موضوع معاملات و احکام، عرف معتبر است.
علمای حقوق معمولاً عرف را در کنار قانون، رویه قضایی و دکترین حقوقی یکی از منابع حقوق محسوب می‌کنند. با این حال در نظام‌های پیشرفته حقوق داخلی معمولاً از استناد به عرف خودداری شده و عنصری مزاحم و نسبتاً بی‌اهمیت شمرده می‌شود، اما در عرصه بین‌المللی، حداقل تاکنون، عرف یک منبع پویا بوده و نقش برجسته‌ای در تدوین و شکل‌گیری حقوق بین‌الملل ایفا کرده‌است.
در فقه اسلامی هرچند عرف در ردیف منابع چهارگانه حقوق اسلامی ذکر نشده اما مطالعه آثار فقها نشان می‌دهد که عرف هم مثل کتاب و سنت از ادله و منابع استنباط احکام به شمار می‌رود. دلیل ذکر نشدن عرف به‌طور جداگانه شاید به این دلیل باشد که آن را بخشی از سنت می‌دانند چراکه تقریر پیامبر (معصوم از نظر شیعیان) هم سنت محسوب شده و عرفهای نیک از طریق تقریر تأیید شده‌اند. شاید هم با توجه به آیه «خذ العفو و أمر بالعرف» آن را بخشی از کتاب محسوب کرده باشند.

## جوامع عرفگرا
در برخی جوامع مطلقاً عرفگرا، ختنه دختران خردسال پذیرفته و اجرا می‌شود.